# Ashland, Kalifornien
Ashland är en ort (CDP) i Alameda County, i delstaten Kalifornien, USA. Enligt United States Census Bureau har orten en folkmängd på 21 925 invånare (2010) och en landarea på 4,8 km².